# Rualena balboae
Rualena balboae là một loài nhện trong họ Agelenidae.
Loài này thuộc chi Rualena. Rualena balboae được Ehrenfried Schenkel-Haas miêu tả năm 1950.